# 24671 Френкмартін
24671 Френкмартін (24671 Frankmartin) — астероїд головного поясу, відкритий 10 січня 1989 року.
Тіссеранів параметр щодо Юпітера — 3,214.